# Евдокия Лопухина
Евдокия Фьодоровна Лопухина (9 август 1669 – 7 септември 1731) е руска царица, първа съпруга на цар Петър Велики. Тя е майка на Царевич Алексей Петрович и прабаба по майчина линия на цар Петър II.

## Живот
Евдокия е дъщеря на Фьодор Абрамович Лопухин и Устина Богдановна Ртишчева. Като всички родители на руските царици от 17 век и родителите на Евдокия не принадлежат към висшата руска аристокрация.
Евдокия Лопухина е избрана за съпруга на цар Петър Велики от майка му Наталия Наришкина заради роднинските си връзки с прочутия болярин от времето на Алексей I Фьодор Ртишчев. Евдокия се омъжва за царя през 1689 г. и на следващата година ражда престолонаследника, великия княз Алексей Петрович. През 1692 и 1693 Евдокия ражда още две деца, Петър и Павел, но и двете умират рано. Царят не поддържа връзката си с Евдокия и скоро започва връзка с красивата датчанка Анна Монс. Писмата на Евдокия до Петър са изпълнени с недоволство и израз на несподелена любов.
През 1696 г. по време на своето дълго пътуване из Западна Европа цар Петър моли роднините си от рода Наришкини да се опитат да убедят Евдокия да постъпи в манастир. Това не става до 1698 г., когато Евдокия е изпратена на заточение в Покровския манастир в Суздал, където е насилствено замонашена под името Елена. Въпреки това игуменът на манастира ѝ позволява да води напълно светски живот. Евдокия дори си намира любовник, младия офицер Степан Глебов, който по-късно е екзекутиран.
Постепенно Евдокия и синът ѝ стават централни фигури, около които се групират противниците на реформите на цар Петър, главно църковни служители. В проповедите си Деметрий Ростовски я нарича „нашия суверен“ и ѝ предрича скорошно възкачване на трона. Тази консервативна партия около Евдокия е унищожена от цар Петър през 1718 г. По време на процеса срещу царевич Алексей Петрович всички митрополити, които подкрепят Евдокия, са екзекутирани, а самата тя е прместена в Ладожкия манастир.
След смъртта на цар Петър Велики и възкачването императрица Екатерина I, негова втора съпруга, Евдокия е преместена тайно в крепостта Шлиселбург близо до Петербург. През 1727 г. на трона сяда внукът ѝ Петър II, който я отзовава в Москва. Евдокия пристига в Москва, където ѝ е позволено да поддържа малък двор в Новодевическия манастир до смъртта си през 1731 г.